# Баженово (Кировская область)
Баженово — деревня в Фалёнском районе Кировской области.

## География
Находится у реки Чурмыг на расстоянии примерно 52 километра по прямой на юг-юго-запад от районного центра поселка Фалёнки.

## История
Деревна известна с 1717 года. Первоначально называлась Чурмыг или Курмыжская. Названа Баженово в 1930-е годы. В деревне были большая ветряная и водяная мельницы, кузница, ремесленная мастерская, где делали телеги, колеса, сани. В 1920—1930-х годах многие жители уехали в Сибирь и другие места. В 1717 году учтено дворов 5 и жителей 23, в 1764 году 120 жителей. В 1873 году учтено дворов 30 и жителей 337, в 1905 60 и 461, в 1926 70 и 417, в 1950 59 и 213 (при этом в этом году деревня была учтена как два населённых пункта Верхнее Баженово и Нижнее Баженово). В 1989 году учтено 143 жителя. До 2020 года входила в Поломское сельское поселение Фалёнского района, ныне непосредственно в составе Фалёнского района.

## Население
| 2010 |
| ---- |
| 81   |

Постоянное население составляло 148 человек (удмурты 64 %, русские 36 %) в 2002 году, 81 в 2010.